# Emblyna pinalia
Emblyna pinalia är en spindelart som först beskrevs av Chamberlin och Willis J. Gertsch 1958.  Emblyna pinalia ingår i släktet Emblyna och familjen kardarspindlar. Inga underarter finns listade i Catalogue of Life.